# Аизоон
Аизоон (лат. Aizoon) — род растений семейства Аизовые (Aizoaceae), подсемейства Aizooideae.

## Название
Родовое латинское (научное) название Aizoon происходит из греческого языка и переводится как «вечноживущее растение».

## Ботаническое описание

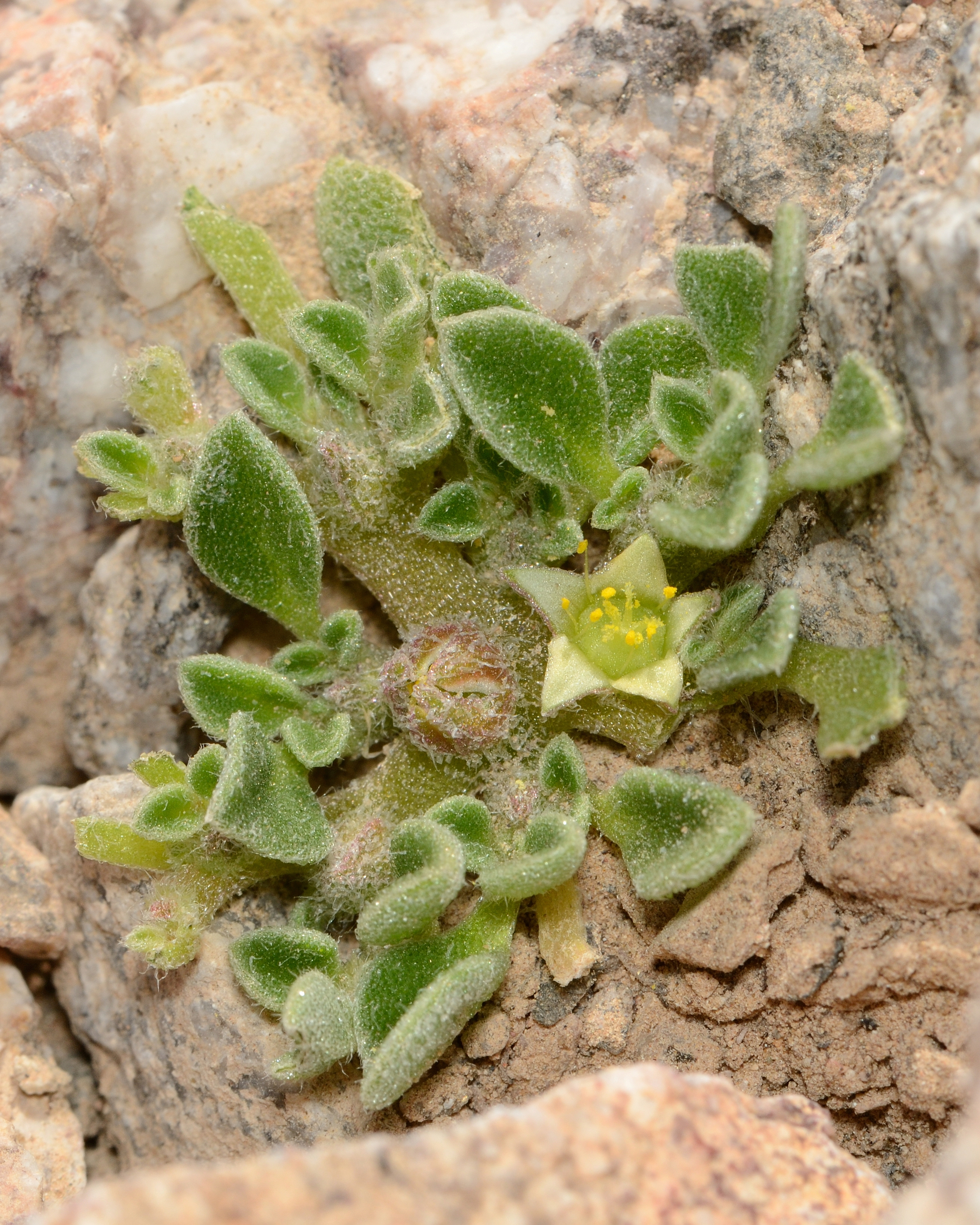
Aizoon canariense, Эйлатские горы, Израиль

Род многолетних или однолетних трав и полукустарников, у которых все части растения покрыты опушением в разной степени. Листья обычно располагаются очередно, но иногда могут быть супротивными, часто скученными, черешковыми или сидячими, и они могут быть плоскими или цилиндрическими; при этом прилистников у них нет.
Соцветия у них в основном облиственные. Цветки растений обоеполые и часто выглядят одиночными или собраны в пазушные группы. Околоцветник состоит из 4 или 5 раздельных элементов; трубка может быть приблизительно колокольчатой, иногда короткой, часто полосовидной; лопасти обычно створчатые или черепитчатые, внутри белые, снаружи желтые или розовые. Количество тычинок может быть мало или много, они отходят от зева чашечки и чередуются с лопастями чашечки. Завязь находится в верхней части пестика и имеет 4 или 5 гнезд, иногда она дисковидной формы и заключена в трубку чашечки с двумя свисающими семязачатками в каждом гнезде. Плодом является коробочка с центральным вдавлением, она может быть слегка пробковой или деревянистой, с длинными или короткими расширяющимися килями, которые лишь слегка приподнимают створки. Семена мелкие, имеют форму грушевидную или почковидную и находятся на длинном жгутике с концентрическими гребнями.
Число хромосом х = 8.

## Распространение

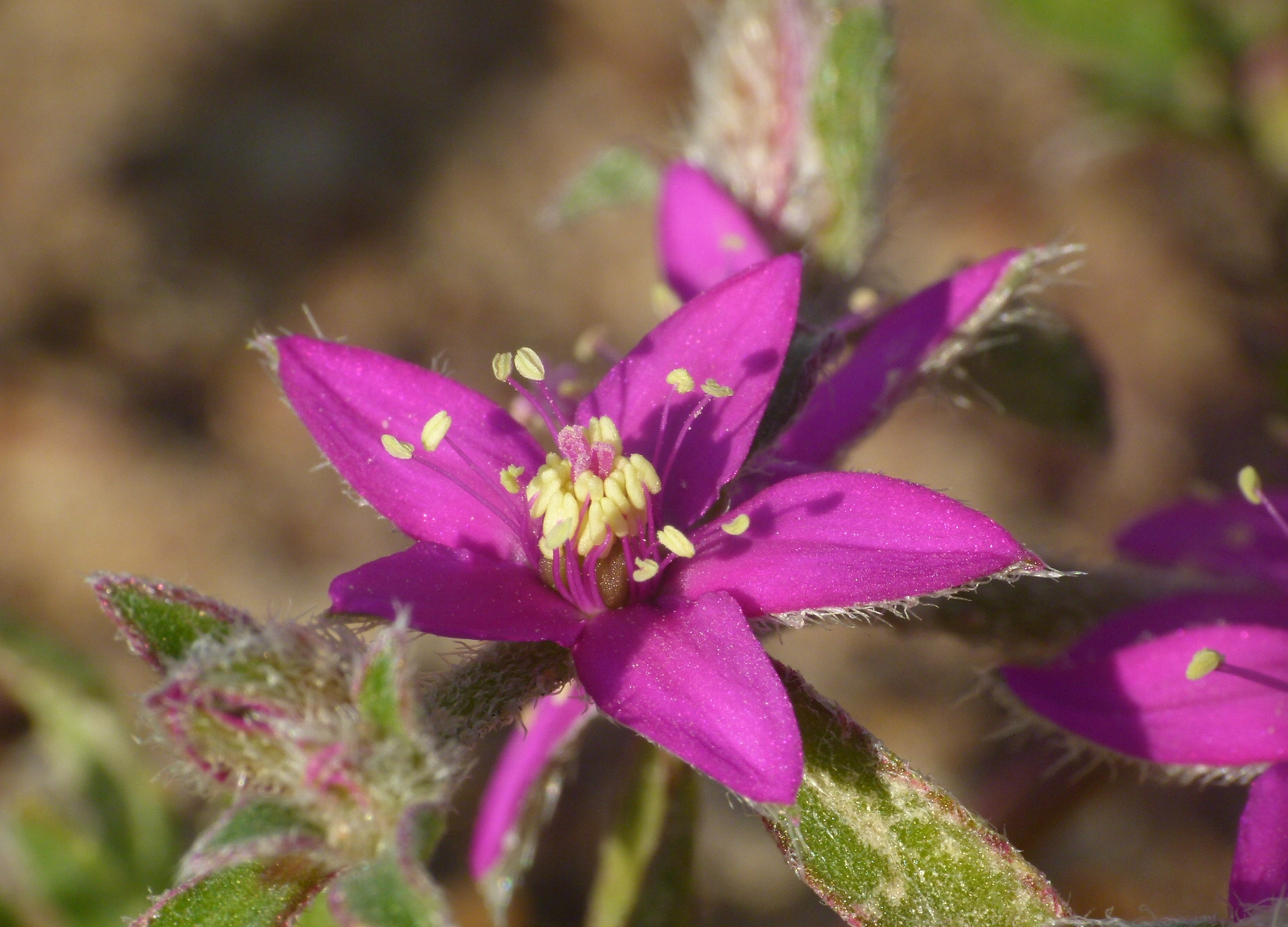
Цветок Aizoon paniculatum

Род Aizoon естественно произрастает в Африке, Аравийском полуострове, Иране и Пакистане.
Также был интродуцирован в следующих местах: США (Калифорния, Флорида, Нью-Джерси), Центральная Чили, Испания и Австралия.

## Таксономия
Aizoon L., первое упоминание в Sp. Pl.: 488 (1753).

### Синонимы
Гетеротипные (основанные на разных номенклатурных типах):
- Galenia L. (1753)
- Kolleria C.Presl (1831)
- Plinthus Fenzl (1889)
- Sialodes Eckl. & Zeyh. (1837)
- Tephras E.Mey. ex Sond. (1862)
- Veslingia Heist. ex Fabr. (1759)

### Виды
Подтвержденные виды (41) по данным сайта Plants of the World Online на 2023 год:
- Aizoon acutifolium (Adamson) Klak
- Aizoon affine (Sond.) Klak
- Aizoon africanum (L.) Klak
- Aizoon asbestinum Schltr.
- Aizoon canariense L.
- Aizoon collinum (Eckl. & Zeyh.) Klak
- Aizoon cryptocarpum (Fenzl) Klak
- Aizoon crystallinum Eckl. & Zeyh.
- Aizoon cymosum (Adamson) Klak
- Aizoon dregeanum (Fenzl ex Sond.) Klak
- Aizoon ecklonis (Walp.) Klak
- Aizoon exiguum (Adamson) Klak
- Aizoon filiforme (Thunb.) Klak
- Aizoon fruticosum L.f.
- Aizoon giessii Friedrich
- Aizoon glanduliferum (Bittrich) Klak
- Aizoon glinoides L.f.
- Aizoon herniariifolium (C.Presl) Klak
- Aizoon hispidissimum (Fenzl ex Sond.) Klak
- Aizoon karooicum Compton
- Aizoon mezianum (K.Müll.) Klak
- Aizoon namaense (Schinz) Klak
- Aizoon neorigidum Klak
- Aizoon pallens (Eckl. & Zeyh.) Klak
- Aizoon paniculatum L.
- Aizoon papulosum Eckl. & Zeyh.
- Aizoon plinthoides Klak
- Aizoon portulacaceum (Fenzl ex Sond.) Klak
- Aizoon prostratum (G.Schellenb. & Schltr.) Klak
- Aizoon pruinosum (Sond.) Klak
- Aizoon pubescens Eckl. & Zeyh.
- Aizoon rehmannii (G.Schellenb.) Klak
- Aizoon rigidum L.f.
- Aizoon sarcophyllum (Fenzl ex Sond.) Klak
- Aizoon sarmentosum L.f.
- Aizoon schellenbergii Adamson
- Aizoon secundum L.f.
- Aizoon sericeum (Pax) Klak
- Aizoon subcarnosum (Adamson) Klak
- Aizoon virgatum Welw. ex Oliv.
- Aizoon zeyheri Sond.

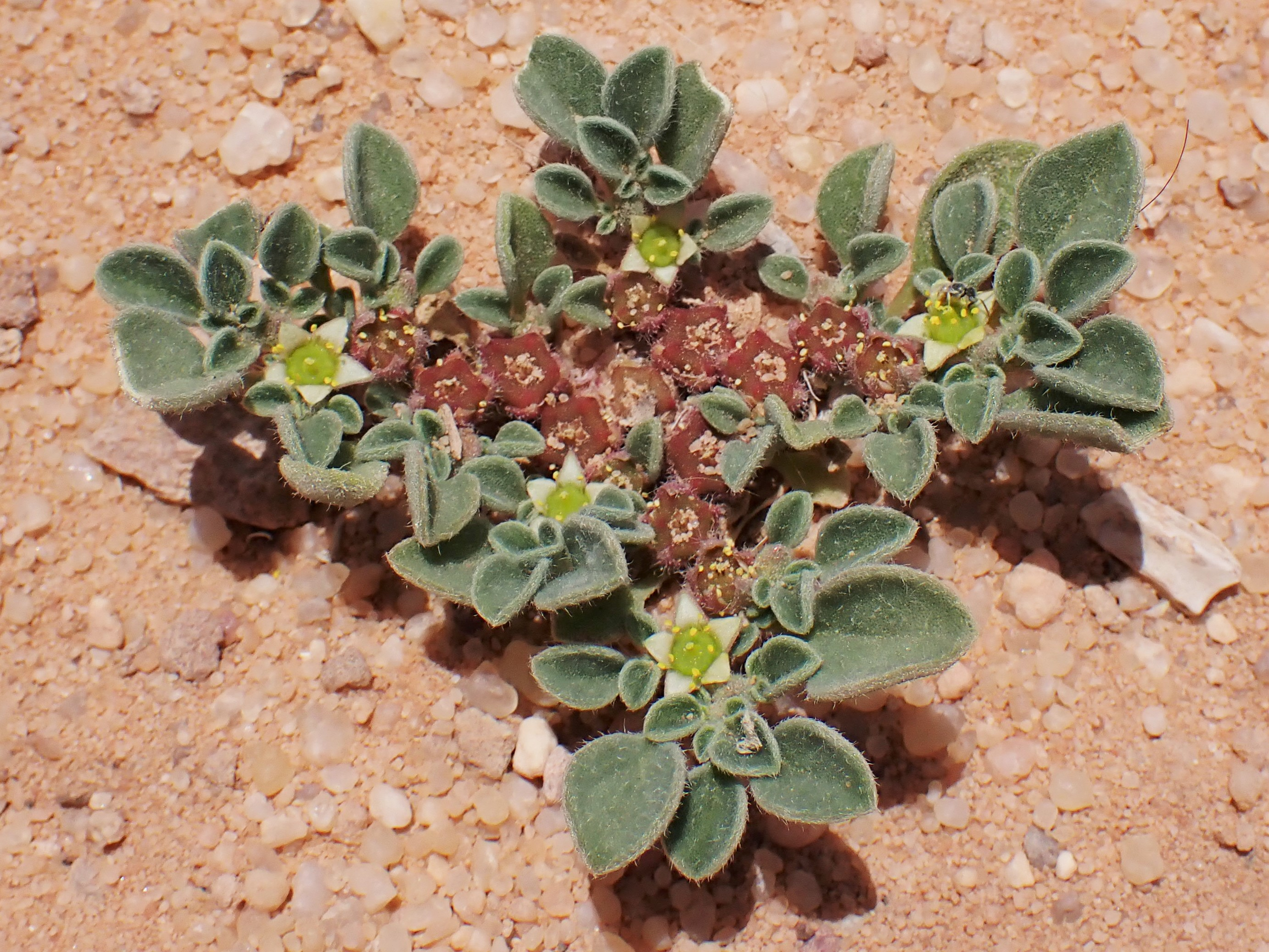
Aizoon canariense
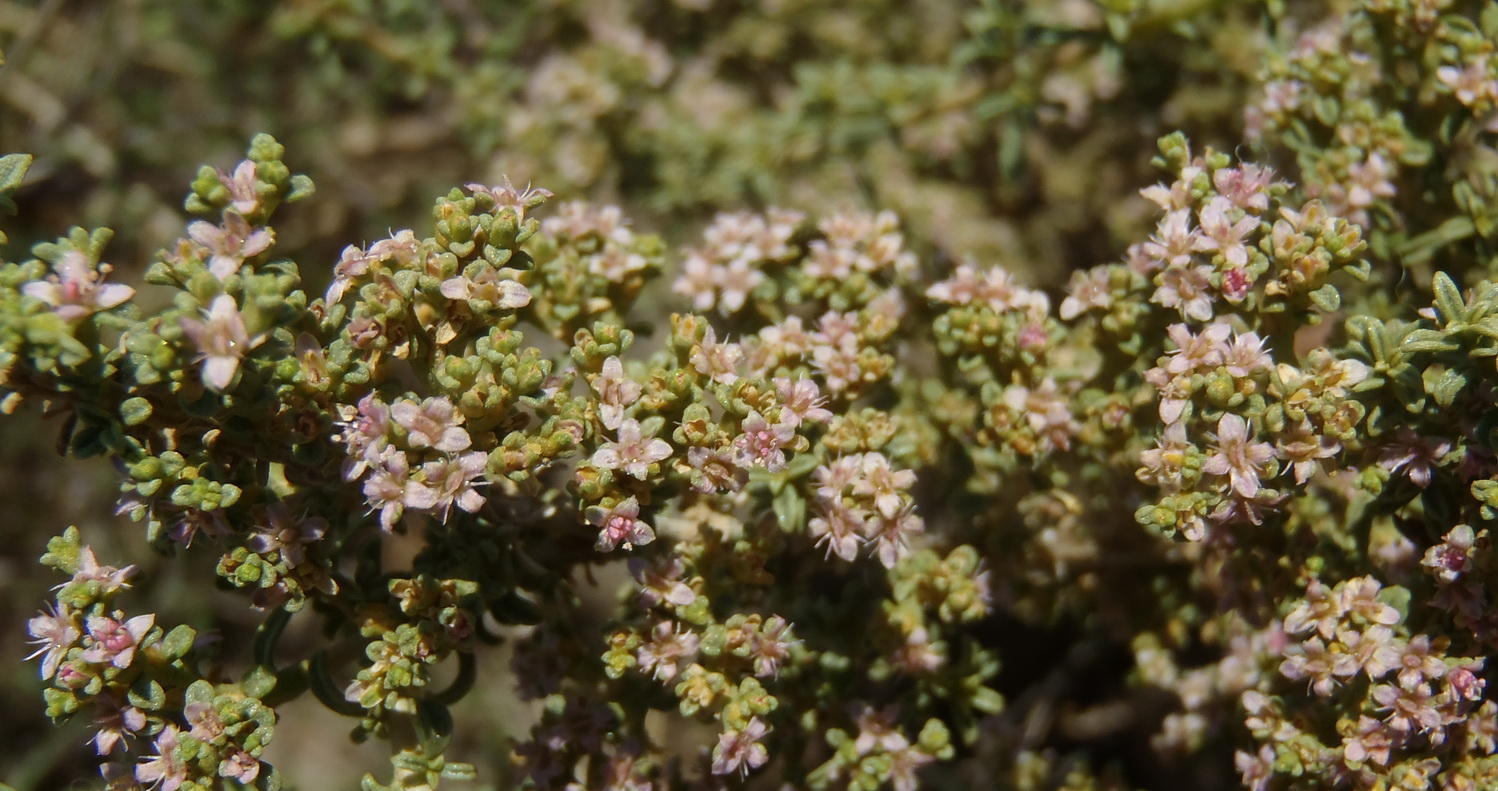
Aizoon cymosum